# LG G6
LG G6 è uno smartphone di LG Electronics, presentato al Mobile World Congress il 26 febbraio 2017 e messo in vendita da marzo 2017.
Il dispositivo si distingue per il display FullVision con aspect ratio 18:9 (o 2:1), al posto del classico 16:9 usato negli smartphone ed LG ha dichiarato di essersi ispirata al formato cinematografico 2:1 Univisium.
L'11 luglio 2017 LG ha annunciato la versione minore, LG Q6, che è arrivato in Italia il 25 agosto a 349 Euro.

## Hardware
L'LG G6 è costruito in alluminio, con vetro posteriore Gorilla Glass 5. Ha un chipset Qualcomm Snapdragon 821, con CPU quad-core e GPU Adreno 530, 4 GB di memoria RAM, ed è disponibile con 32 o 64 GB di memoria interna.
La memoria è espandibile con microSD, fino a 2 TB, mentre nella versione dual SIM, lo slot per la microSD è lo stesso della seconda SIM.
Lo schermo è ha una diagonale di 5.7", con tecnologia IPS LCD, a 16 milioni di colori, e con risoluzione 2880 x 1440, con un rapporto d'aspetto 18:9.
Esso è protetto da un Gorilla Glass 3, e supporta l'HDR10 ed il Dolby Vision HDR video.
Per le app che non supportano completamente il 18:9, viene chiesto all'utente se ricaricarle in aspect ratio 18:9, 16.7:9 o 16:9.
Il dispositivo è certificato IP68, e può essere immerso fino ad un massimo di 30 minuti, e fino ad un metro di profondità.

## Software
La versione del sistema operativo con cui è stato venduto questo smartphone, era Android 7.0 "Nougat", con l'interfaccia utente LG UX 6.0, che include la modalità always-on Display.
Il 23 maggio 2018, è stato rilasciato Android 8 per questo smartphone, implementando diverse migliorie.
Il 25 settembre del 2019 è iniziato il roll out dell'aggiornamento ad Android 9.
Esso è stato l'ultimo aggiornamento di sistema per l'LG G6, implementando le seguenti nuove funzioni:
- Moment Slow Motion: slow-motion con la possibilità di scegliere quale specifico momento rallentare;
- Capture+: screenshot con URL cliccabile direttamente dalla galleria dello smartphone;
- Crop Shot: ritaglio della schermata tenendola in sovraimpressione;
- Dual App: possibilità di utilizzare due account in contemporanea duplicando le app social;
- Homescreen Lock: blocco di app e widget nella home screen per non spostarle o cancellarle;
- YouTube Live: registrazione di un live streaming su YouTube direttamente dalle funzioni dell'app Fotocamera;
- Screen Recording: registrazione dello schermo;
- Game Launcher: raccolta di tutti i giochi installati sullo smartphone e possibilità di trovare il guide e recensioni del proprio gioco preferito su YouTube;
- Gestione risparmio energetico migliorata quando il gioco è in pausa.

Su questo modello di telefonino è possibile installare la versione 19.1 (Android 12L) di LineageOS 

## Fotocamera
Posteriormente, l'LG G6 ha un sensore di impronte digitali, e una fotocamera con un sensore unico da 13 megapixel, collegato a 2 lenti: una lente standard, con un'apertura massima di f/1.8 ed angolo di 71°, e una lente grandangolare, con un'apertura massima di f/2.4, ed angolo di 125°. La fotocamera anteriore è una 5 megapixel grandangolare con apertura massima f/2.2.

## Batteria
La batteria è da 3300 mAh, ai polimeri di litio (non removibile).